# Eugenia commutata
Eugenia commutata är en myrtenväxtart som beskrevs av Otto Karl Berg. Eugenia commutata ingår i släktet Eugenia och familjen myrtenväxter.
Artens utbredningsområde är Jamaica. Inga underarter finns listade i Catalogue of Life.